# 嘎普乡
嘎普乡（藏語：སྒ་སྦུག་），是中华人民共和国西藏自治区日喀则市白朗县下辖的一个乡镇级行政单位。

## 行政区划
嘎普乡下辖以下地区：
普奴村、嘎普村、塔叶村、楚松村和玛岗村。